# Dooley Wilson
Arthur Wilson, detto Dooley (Tyler, 3 aprile 1886 – Los Angeles, 30 maggio 1953), è stato un attore e cantante statunitense.
Il suo ruolo più noto è stato quello del pianista "Sam" nel film Casablanca (1942).

## Biografia
Lavorò in teatri per Neri di Chicago e New York dal 1908 al 1930, con una pausa nel 1920, quando lavorò come batterista in una band che fece un tour in Europa.
Tra gli anni trenta e i cinquanta lavorò per il cinema e in vari musical a Broadway.
Ricevette il soprannome di "Dooley" mentre lavorava per il Pekin Theatre di Chicago, intorno al 1908, per l'interpretazione che diede della canzone irlandese Mr. Dooley, che cantava in whiteface.

### Casablanca
Wilson comparve in oltre venti film, ma si guadagnò l'immortalità con il personaggio del pianista "Sam" in Casablanca. Wilson però era un batterista e nel film faceva solo finta di suonare il piano. Per interpretare quel ruolo fu pagato 350 $ alla settimana per sette settimane.. Sydney Greenstreet, per fare un confronto, fu pagato 3750 $ a settimana.

## Filmografia
- On Our Selection (1920)
- Keep Punching, regia di John Clein (1939)
- Lo scorpione d'oro (My Favorite Blonde), regia di Sidney Lanfield (1942)
- Segretario a mezzanotte (Take a Letter, Darling), regia di Mitchell Leisen (1942)
- Night in New Orleans, regia di William Clemens (1942)
- Avventura al Cairo (Cairo), regia di W. S. Van Dyke (1942)
- Casablanca, regia di Michael Curtiz (1942)
- Incontro all'alba (Two Tickets to London), regia di Edwin L. Marin (1943)
- Stormy Weather, regia di Andrew L. Stone (1943)
- Higher and Higher, regia di Tim Whelan (1943)
- Seven Days Ashore, regia di John H. Auer (1944)
- Triple Threat, regia di Jean Yarbrough (1948)
- Racing Luck, regia di William Berke  (1948)
- I bassifondi di San Francisco (Knock on Any Door), regia di Nicholas Ray (1949)
- Le due suore (Come to the Stable), regia di Henry Koster (1949)
- Quella meravigliosa invenzione (Free for All), regia di Charles Barton (1949)
- Nessuna pietà per i mariti (Tell It to the Judge), regia di Norman Foster (1949)
- Non voglio perderti (No Man of Her Own), regia di Mitchell Leisen (1950)
- L'uomo che era solo (Father Is a Bachelor), regia di Abby Berlin, Norman Foster (1950)
- The Beulah Show (1950) - Serie TV
- El gringo (Passage West), regia di Lewis R. Foster (1951)

## Doppiatori italiani
- Cesare Polacco in Casablanca, Non voglio perderti
- Carlo Romano in Stormy Weather